# Hemiodus amazonum
Hemiodus amazonum är en fiskart som först beskrevs av Alexander von Humboldt 1821.  Hemiodus amazonum ingår i släktet Hemiodus och familjen Hemiodontidae. IUCN kategoriserar arten globalt som livskraftig. Inga underarter finns listade i Catalogue of Life.